# Ambokembang
Ambokembang is een bestuurslaag in het regentschap Pekalongan van de provincie Midden-Java, Indonesië. Ambokembang telt 7725 inwoners (volkstelling 2010).